# Spelobia quadrata
Spelobia quadrata är en tvåvingeart som beskrevs av Marshall 1985. Spelobia quadrata ingår i släktet Spelobia och familjen hoppflugor. Inga underarter finns listade i Catalogue of Life.